# Андріяшівська сільська рада (Бердичівський район)
Андріяшівська сільська рада — колишня адміністративно-територіальна одиниця та орган місцевого самоврядування у Янушпільському і Бердичівському районах Житомирської, Бердичівської округ, Вінницької і Житомирської областей УРСР та України з адміністративним центром у с. Андріяшівка.

## Населені пункти
Сільській раді були підпорядковані населені пункти:
- с. Андріяшівка

## Склад ради
Рада складалась з 12 депутатів та голови.

## Керівний склад сільської ради
| ПІБ                           | Основні відомості                                                          | Дата обрання | Дата звільнення |
| ----------------------------- | -------------------------------------------------------------------------- | ------------ | --------------- |
| Яковлєва Світлана Миколаївна  | Сільський голова , 1956 року народження, освіта, позапартійна              | 26.03.2006   | 31.10.2010      |
| Яковлєва Світлана Миколаївна  | Сільський голова , 1956 року народження, освіта вища, член Партії регіонів | 31.10.2010   | 13.03.2013      |
| Базилівський Борис Леонідович | Сільський голова , 1965 року народження, освіта вища, безпартійний         | 15.12.2013   |                 |

Примітка: таблиця складена за даними джерела

## Населення
Відповідно до перепису населення СРСР, на 17 грудня 1926 року чисельність населення ради становила 795 осіб, з них за статтю: чоловіків — 370, жінок — 425; за етнічним складом: українців — 773, росіян — 2, поляків — 20. Кількість домогосподарств — 172, з них, несільського типу — 2.
За переписом населення України 2001 року в сільській раді мешкало 627 осіб.

### Мова
Розподіл населення за рідною мовою за даними перепису 2001 року:
| Мова       | Відсоток |
| ---------- | -------- |
| українська | 99,04 %  |
| російська  | 0,96 %   |

## Історія
Утворена 26 червня 1926 року, відповідно до рішення Бердичівської ОАТК «Про складання твердої сітки сільрад», в складі с. Андріяшівка та хутора Степ Лемешівської сільської ради Янушпільського району Бердичівської округи.
Станом на 1 вересня 1946 року сільська рада входила до складу Янушпільського району Житомирської області, на обліку в раді перебувало с. Андріяшівка.
11 серпня 1954 року сільську раду ліквідовано, територію та населені пункти передано до складу Райгородоцької сільської ради. Раду було відновлено 21 червня 1991 року в складі Бердичівського району.
Ліквідована 2018 року в зв'язку з об'єднанням до складу Райгородоцької сільської територіальної громади Бердичівського району Житомирської області.
Входила до складу Янушпільського (26.06.1026 р.) та Бердичівського (21.06.1991 р.) районів.